# Анастасија (кћерка Констанција Хлора)
Анастасија (лат. Анастасиа, рођена после 293. - умрла после 316.) је била римљанка из владарске династије Констанција. Ћерка је цара Констанција I Хлора и његове друге жене Флавије Максимијане Теодоре као и полусестра цара Константина I. 
Њена браћа и сестре били су Јулије Констанције, Далмације Старији, Ханибалијан Старији, сестре Констанција и Еутропија. Анастасија је била удата за сенатора Басијана 314. године, кога је Константин I планирао да постави за Цезара и, дајући му контролу над Италијом, створи тампон зону између својих поседа и Лицинијевих поседа. Басијан је, охрабрен од Лицинија I, организовао заверу против Константина I, која је разоткривена. Басијан је погубљен, а о његовој супрузи Анастасији нису сачувани никакви даљи подаци.
О Анастасији је писао и римски историчар Амијан Марцелин, писац дела Валезијев аноним везан за латинску историју. А наводи се да су и римске терме у тадашњем Константинопољу биле назване по њој.
Неки историчари повезују њено име које је на романском језику значило ’’ускрснуће’’ са тиме да је њен отац гајио симпатије према хришћанској култури.